# 瓦利森特 (加利福尼亞州)
瓦利森特（英語：Valley Center）是位於美國加利福尼亞州聖地牙哥縣的一個人口普查指定地區。

## 地理
瓦利森特的座標為33°14′26″N 117°00′51″W / 33.24056°N 117.01417°W，而該地最高點為海拔高度400米（即1312英尺）。

## 人口
根據2010年美國人口普查的數據，瓦利森特的面積為71.033平方千米，均為陸地。當地共有人口9277人，而人口密度為每平方千米130人。